# Nikos Kazantzakis

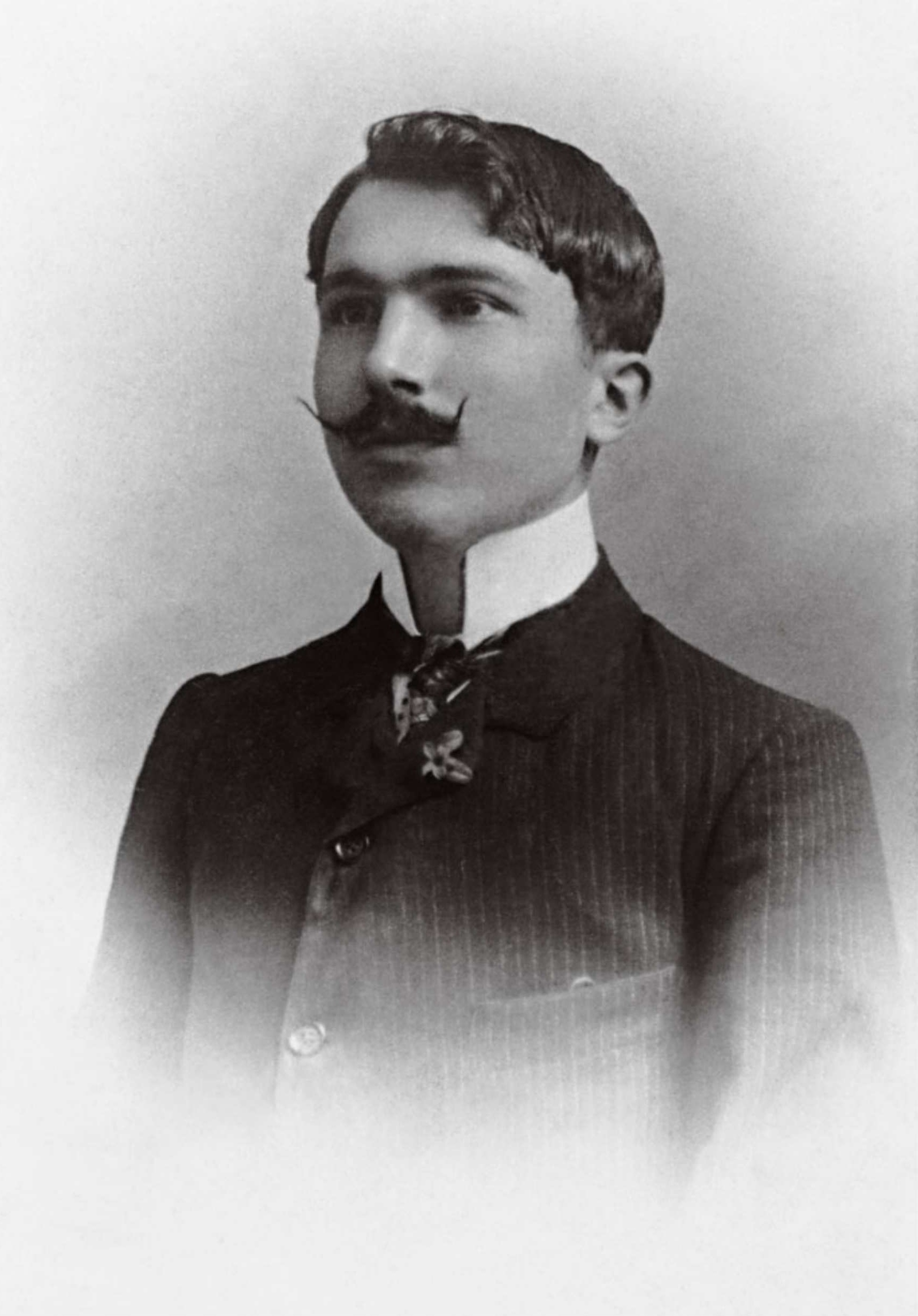
Kazantzakis in 1904

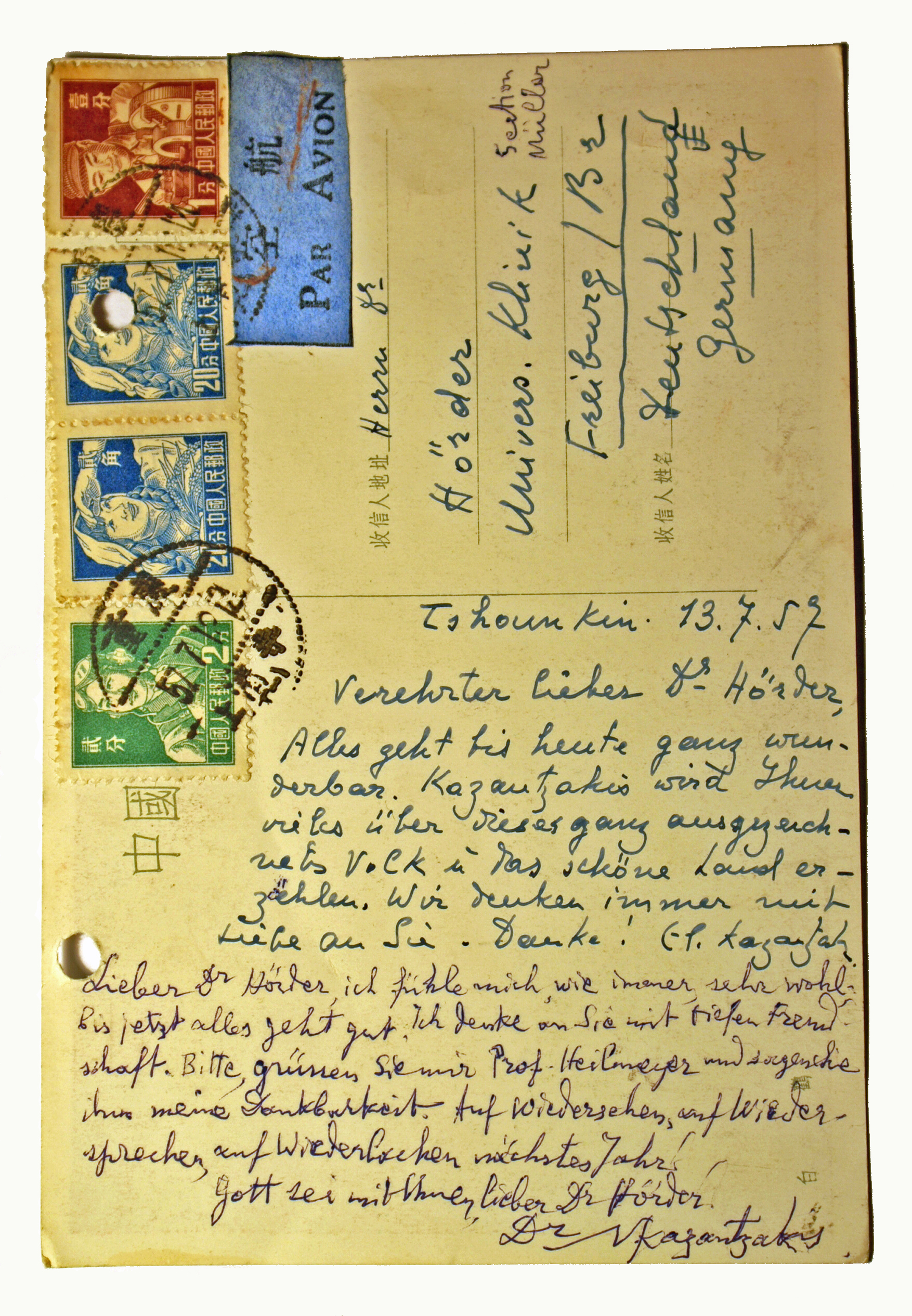
Postkaart uit 1957 van Kazantzakis vanuit China aan zijn dokter Max-Hermann Hörder

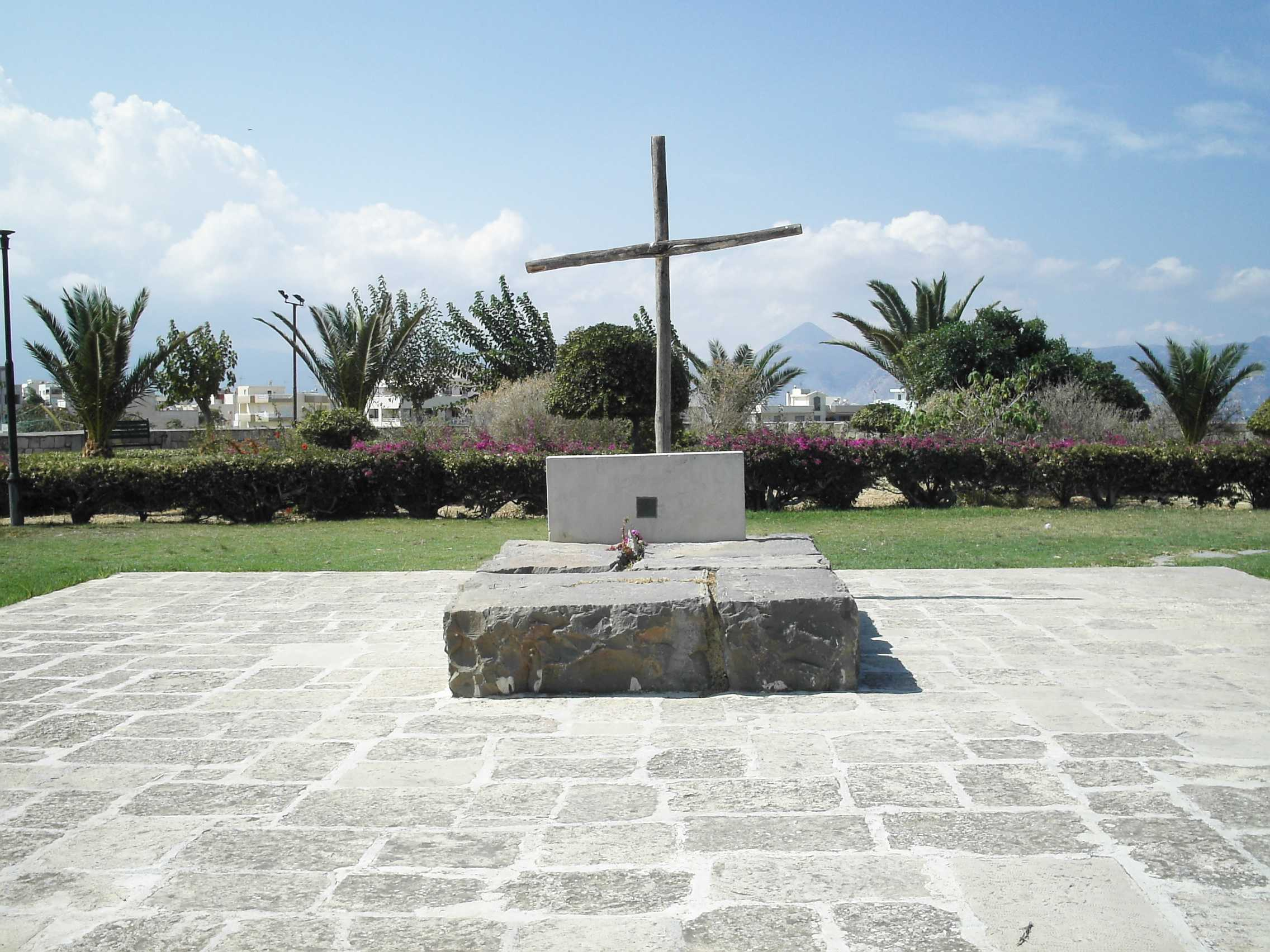
Graf van Nikos Kazantzakis.

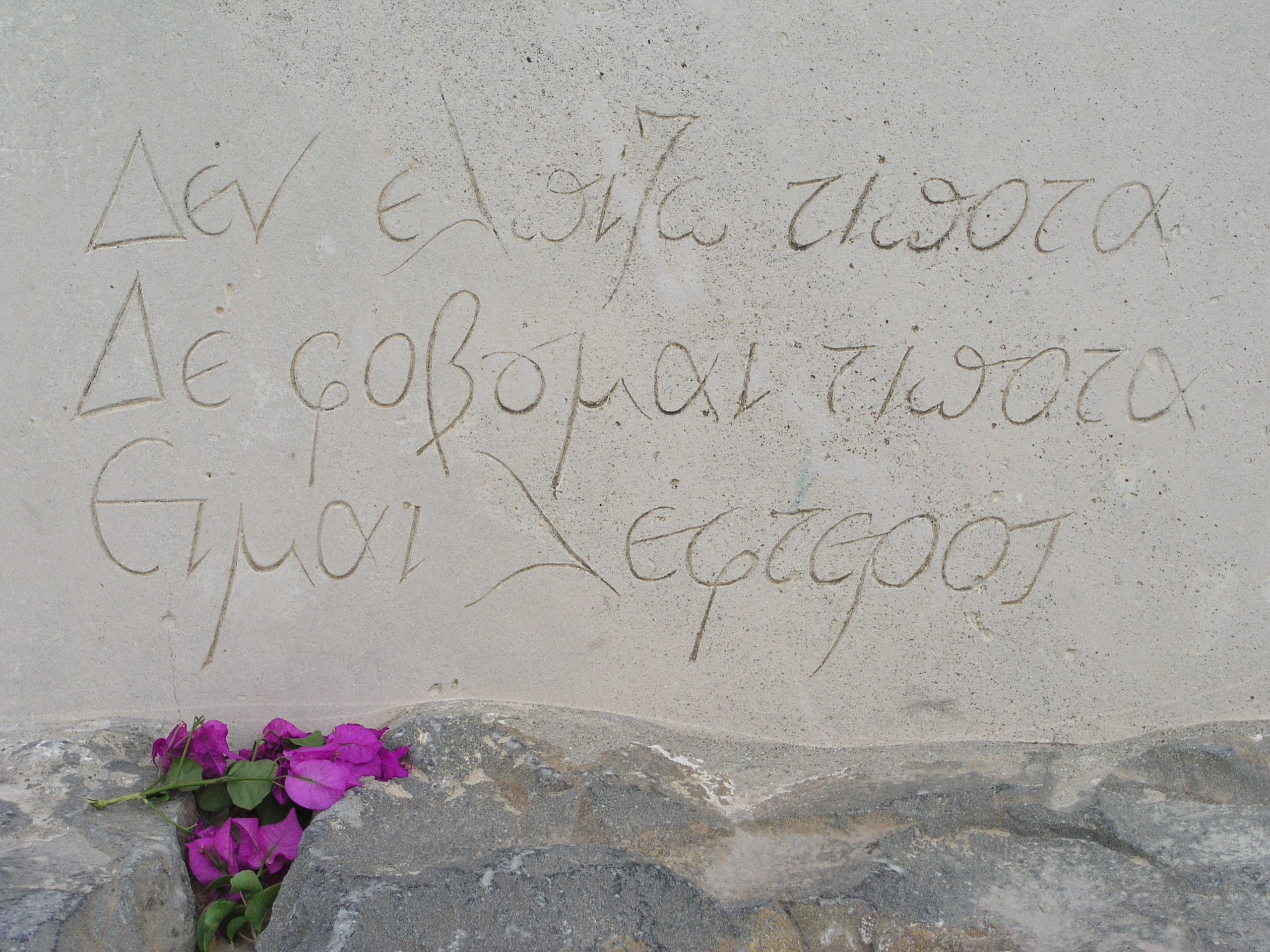
Grafschrift:
Ik hoop niets. Ik vrees niets. Ik ben vrij.

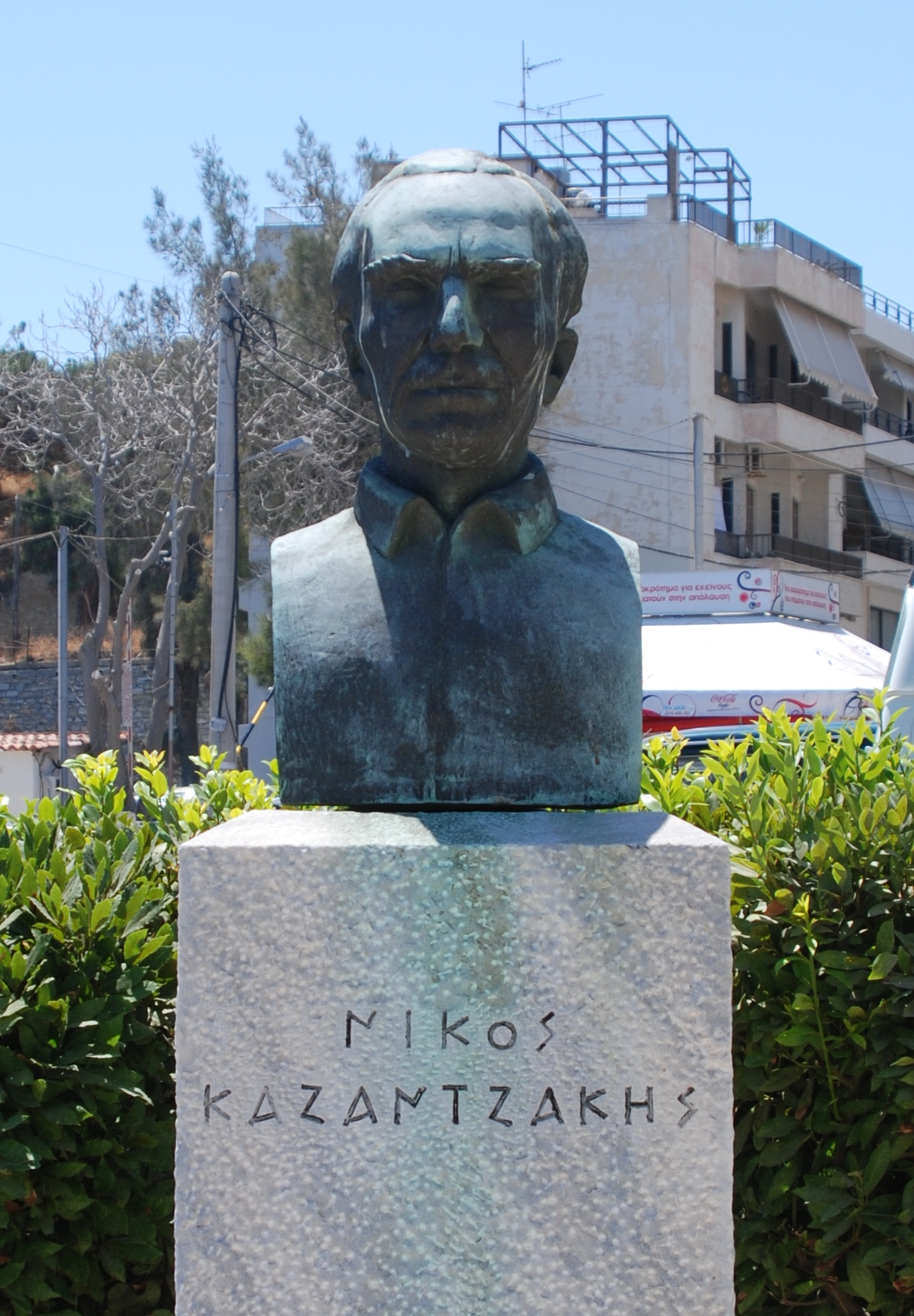
Borstbeeld in Iraklion

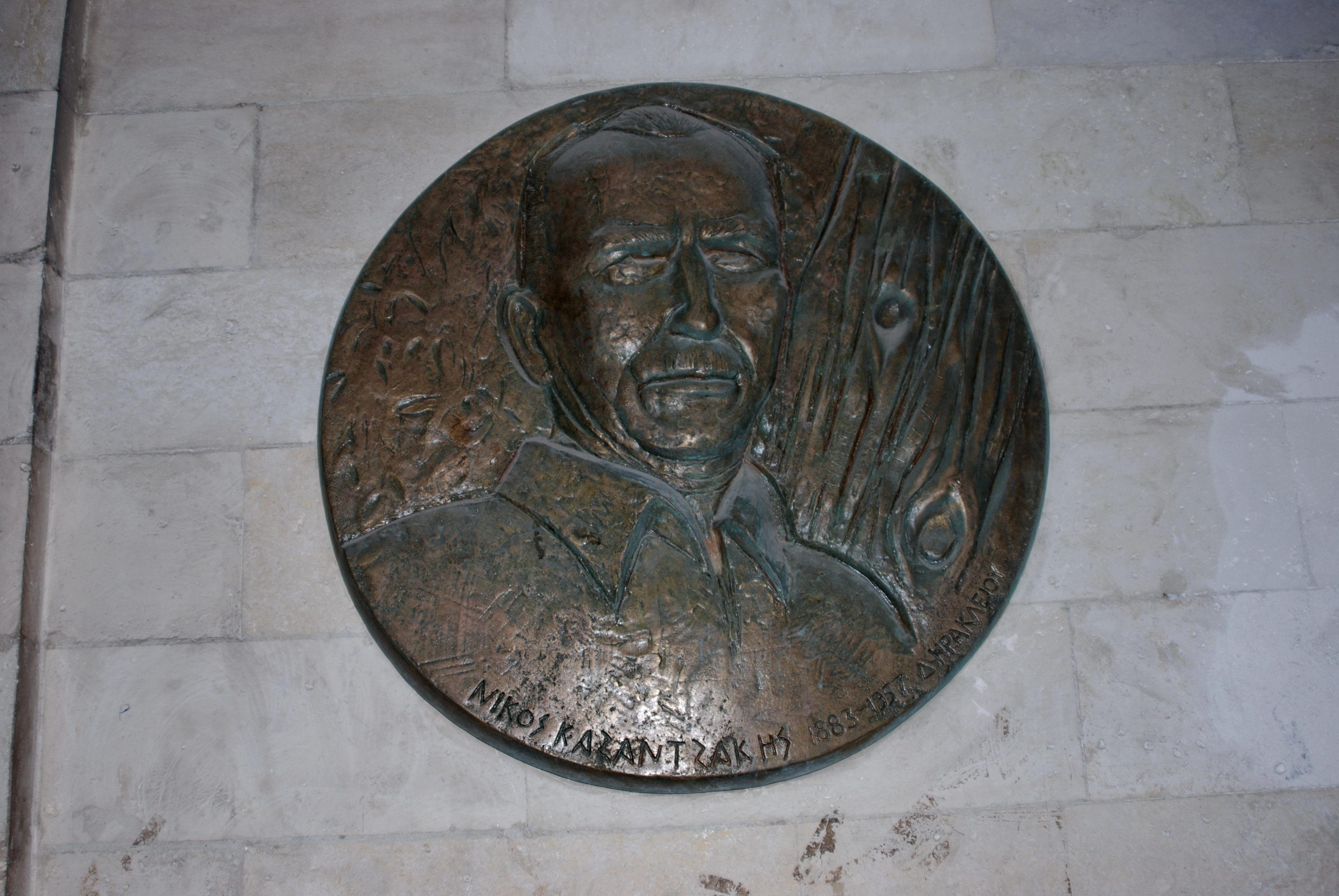
Gedenkplaat in de Venetiaanse gaanderei van Iraklion

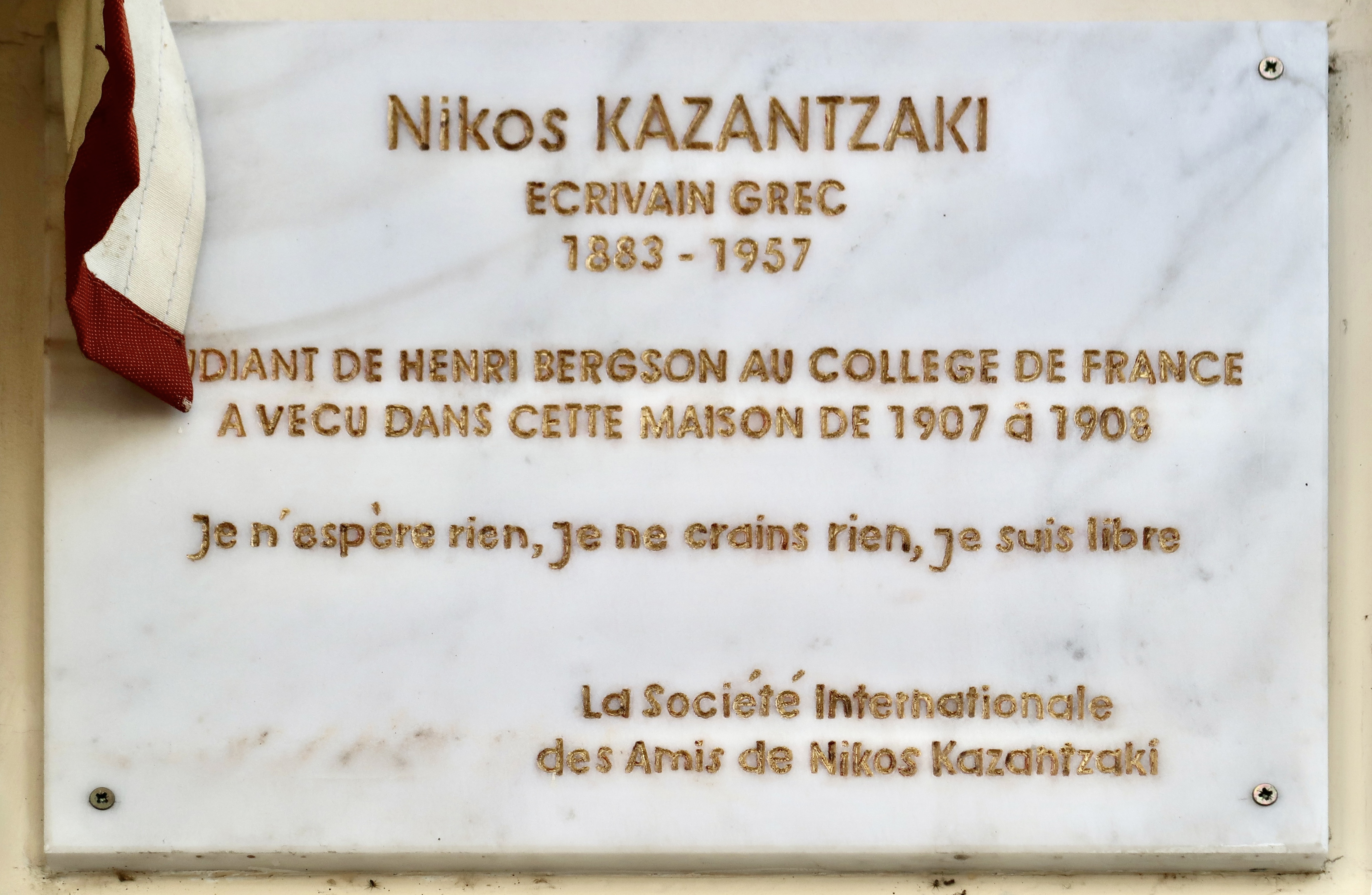
Gedenkplaat te Parijs

Níkos Kazantzákis (Grieks: Νίκος Καζαντζάκης; Iraklion 18 februari 1883 – Freiburg im Breisgau, 26 oktober 1957), ook getranslitereerd als Kazandzákis, was een van de belangrijkste Griekse schrijvers van de 20e eeuw.

## Levensloop
Nikos Kazantzakis werd in 1883 geboren in Iraklion op Kreta, toenmalig onderdeel van het Ottomaanse Rijk.
Hij studeerde rechten in Athene en filosofie in Parijs bij Henri Bergson. Zijn carrière als schrijver begon hij als journalist.
Daarnaast was Kazantzákis politiek actief: op jeugdige leeftijd bekleedde hij reeds een directeursfunctie op het Griekse ministerie van Sociale Zaken, en na de Eerste Wereldoorlog kreeg hij de leiding van een commissie voor de repatriëring van Griekse vluchtelingen die, op de vlucht voor het oorlogsgeweld in Turks Klein-Azië, naar de Kaukasus en Zuid-Rusland waren gevlucht. Door zijn optreden werden 150.000 Grieken gered van een hongerdood in Rusland.
Kazantzakis had een groot sociaal engagement, dat hem samen met zijn filosofische studies tot een overtuigd communist maakten. In het jeugdwerk Toda Raba (1931), dat hij in het Frans schreef, zong hij het lof van de internationale, leninistische revolutie. Een aantal reizen naar de Sovjet-Unie als journalist deed hem echter twijfelen aan het staatscommunisme. Als antwoord op zijn ideologische problemen ontwikkelde hij een politiek-filosofisch denkbeeld dat hij zelf als "meta-communisme" bestempelde.
In navolging hiervan stichtte hij in 1945 een kleine socialistische partij die alle niet-communistische linkse splintergroepen in Griekenland wilde verenigen. Voor korte tijd was hij minister in de regering van Themistoklis Sophoulis, maar hij nam spoedig ontslag en werkte daarna voor de UNESCO. De laatste jaren van zijn leven sukkelde hij met zijn gezondheid.
Kazantzakis overleed op 74-jarige leeftijd in Freiburg im Breisgau, op 26 oktober 1957. Het grootste deel van zijn leven had hij buiten Griekenland doorgebracht. Vanwege zijn kritiek op de Grieks-Orthodoxe Kerk en zijn ongehoorde standpunten in verschillende boeken, werd hem een begraafplaats op een kerkhof geweigerd, hoewel hij gelovig was. Kazantzakis rust nu op zijn eigen verzoek in zijn geboortestad Iraklion in Kreta, waar een houten kruis zijn graf siert. Op zijn eenvoudige grafzerk staat een citaat uit zijn Askitiki. Salvatores Dei: “Ik hoop niets. Ik vrees niets. Ik ben vrij.” / “Δεν ελπίζω τίποτα. Δε φοβούμαι τίποτα. Είμαι λέφθερος.” , Den elpízo̱ típota. De fovoúmai típota. Eímai léftheros'.
Op Kreta is in het dorpje Myrtia zijn museum gevestigd.

## Werk
Kazantzákis was een veelzijdig schrijver, met een zeer omvangrijk literair oeuvre: filosofische werken, gedichten, romans, reisbeschrijvingen en toneel, maar ook vertaalwerk en zelfs een woordenboek. Zijn belangrijkste dichtwerk is het epos Odyssee (1938), dat begint waar de Odyssee van Homerus eindigt. Hoewel hij overduidelijk linkse sympathieën had, probeerde hij in zijn werk, zowel op politiek als op godsdienstig terrein, beide partijen tot hun recht te laten komen: zijn interesse gaat uit naar mensen, nooit hun principes. Vooral met zijn romans verwierf hij grote internationale bekendheid, ook al omdat enkele werden verfilmd: De laatste Verzoeking – Christus wordt weer gekruisigd (door Jules Dassin op Kreta zelf verfilmd) - Alexis Zorbas (“Zorba de Griek”) - Kapitein Michalis. De inhoud van zijn omstreden romans bracht hem in conflict met de Grieks-Orthodoxe Kerk. Dat hij in 1955 vanwege De laatste Verzoeking geëxcommuniceerd zou zijn is een mythe. Zelfs de paus liet De laatste Verzoeking op de Index der Verboden Boeken plaatsen.
In zijn filosofische zoektocht naar synthese probeerde Kazantzakis nationalisme te verenigen met kosmopolitisme. Hij beschouwde zichzelf eerst als Kretenzer, dan als Europeaan en dan als wereldburger. Zoals Kreta even ver van Europa ligt als van Afrika of Azië, en zowel bij het ene als bij het andere hoort, of toch weer niet, zo valt ook Kazantzakis niet te catalogeren. Hij was gelovig én atheïst, anarchist, humanist en stoïcijn, beurtelings en niet zelden tegelijk. Hij behoort tot geen enkele school, en heeft ook geen school gemaakt, net zoals zijn landgenoot El Greco. Deze bewonderde hij zozeer dat hij in zijn autobiografisch werk "Verslag aan El Greco" (postuum uitgegeven in 1961) verantwoording aflegt over zijn leven aan de beroemde Griekse schilder.

### Romans en ander proza
- De slang en de lelie (Όφις και κρίνο) 1906, onder het pseudoniem Karma Nirvami
- Toda-Raba (1931)
- Le Jardin des Rochers (in het Frans geschreven) 1936
- Alexis Zorbas (Βίος και πολιτεία του Αλέξη Ζορμπά) 1946, verfilmd als Zorba de Griek
- Christus wordt weer gekruisigd (Ο Χριστός ξανασταυρώνεται) 1948[3]
- Kapitein Michalis (Ο καπετάν Μιχάλης) (1953)
- De laatste verzoeking van Christus (Ο τελευταίος πειρασμός) 1955[4], verfilmd als The Last Temptation of Christ
- De arme van God (Ο Φτωχούλης του Θεού) 1956)
- Verslag aan El Greco (Αναφορά στον Γκρέκο) 1961
- De broedermoordenaars (Οι αδερφοφάδες. θέλει, λέει, να 'ναι λεύτερος, σκοτώστε τον!) 1963
- Symposion (Συμπόσιον) 1971
- In de paleizen van Knossos (Στα παλάτια της Κνωσού) 1981

### Theater
- Prometheus (Προμηθέας)
- Cyrus (Κούρος)
- Odyseus (Οδυσσέας)
- Melissa (Μέλισσα)
- Christus (Χριστός)
- Julianus (Ιουλιανός ο Παραβάτης)
- Nikoforos Fokas (Νικηφόρος Φωκάς)
- Constantijn Paleologos (Κωνσταντίνος ο Παλαιολόγος)
- Kapodistrias (Καποδίστριας)
- Kristoffel Colombus (Χριστόφορος Κολόμβος)
- Sodom en Gomorra (Σόδομα και Γόμορα)
- Bouddha (Βούδας)

### Gedichten
- Odyssee (Οδύσσεια) 1938
- Τερτσίνες (1960)

### Reisliteratuur
- Wat ik zag in Rusland (Τι είδα στη Ρουσία - από τα ταξίδια μου)
- Op reis. Spanje (Ταξιδεύοντας. Α΄, Ισπανία)
- Op reis. Japan, China (Ταξιδεύοντας. Β΄, Ιαπωνία - Κίνα)
- Op reis. Engeland. (Ταξιδεύοντας. Γ΄, Αγγλία)
- Op reis. Italië, Spanje, Egypte, China (Ταξιδεύοντας. Ιταλία, Ισπανία, Αίγυπτος, Σινά)
- Op reis. Italië; Egypte, China, Jeruzalem, Cyprus (Ταξιδεύοντας. Ιταλία, Αίγυπτος, Σινά, Ιερουσαλήμ, Κύπρος)

### Filosofie
- Ascetica. De redders van God (Ασκητική. Salvatores Dei) 1927.[5]

### Enkele vertalingen
- Ilias van Homerus
- Odyssee van Homerus
- De goddelijke komedie van Dante Alighieri
- Faust van Goethe
- Franciscus van Assisi van Johannes Jørgensen

## In Nederlandse vertaling
Enkele romans van Kazantzakis zijn in het Nederlands verschenen door toedoen van H. Edinga, André Noorbeek en H.C.M. Edelman. Het ging om vertalingen van vertalingen, op basis van niet-definitieve teksten. Hero Hokwerda zorgde voor een drietal integrale vertalingen uit de grondtekst: 
- Leven en wandel van Zorbás de Griek, 2015. ISBN 9789028427303
- Christus wordt weer gekruisigd, 2016. ISBN 9789028426573
- Kapitein Michalis (Vrijheid of dood), 2018. ISBN 9789028427167

Ook de novelle Gioconda bezorgde hij in de bloemlezing Gioconda. De joden van Thessaloniki in de Griekse literatuur (2004).
Een vertaling van Askitiki verscheen in 1963 door toedoen van Olivier Boelen.